# Wyznania

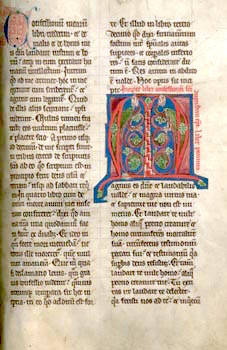
Rękopis kodeksu „Wyznań”. Niemcy, pierwsza połowa XIII w.

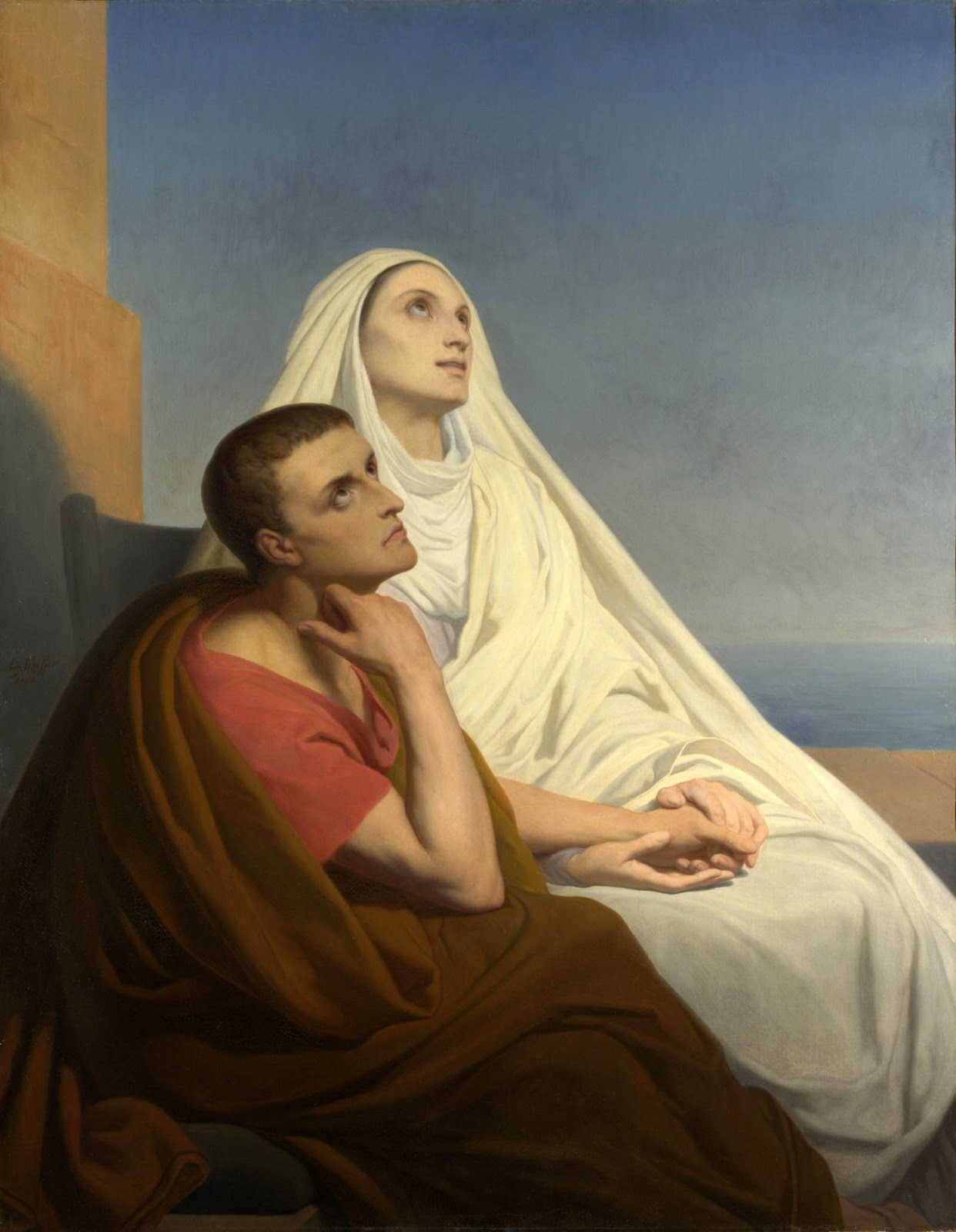
Augustyn ze swą matką Moniką w Ostii – obraz autorstwa Ary Scheffer, 1846.

Wyznania (łac. Confessiones) – książka autorstwa św. Augustyna z Hippony, należąca do światowej klasyki literatury duchowej. Składa się z 13 ksiąg napisanych pomiędzy 397 a 401 r. n.e. i zawiera wiele akcentów autobiograficznych.

## Charakter i znaczenie
Augustyn napisał swe dzieło niedługo po zostaniu biskupem (396 r.) prawdopodobnie na prośbę Paulina z Noli. Wyznania nie są dziełem autobiograficznym w ścisłym, współczesnym sensie tego słowa. Jak zauważył John J. O’Meara, są książką, w której Augustyn użył „swego życia i wyznania wiary w Boga dla zilustrowania swej teorii człowieka” (antropologia). Augustyn opisał więc wydarzenia ze swego życia o tyle jedynie, o ile były użyteczne do tego celu. Motywem stanowiącym tło tego opowiadania było więc pragnienie ukazania, że każdy człowiek od najmłodszych lat nosi w sobie dziedzictwo grzechu pierworodnego i remedium na nie jest łaska Chrystusa, którą się otrzymuje poddając swe życie Bogu przez sakramenty. O’Meara zauważył, że stąd właśnie wzięło się szczere oskarżanie się Augustyna z grzechów swej młodości, wśród których niektóre, jak kradzież gruszek sąsiadowi dla zabawy, mogą być uznane za niezbyt poważne:

Czytelnicy Wyznań z łatwością przypomną sobie nacisk, jaki Augustyn kładzie na moralne przewinienia w okresie swego dojrzewania i faktycznie aż do swego nawrócenia. Z tego nacisku na, jeśli nie nadmiernego zainteresowania kwestiami moralnymi, ludzie na ogół wyrobili sobie wyobrażenie, że Augustyn był w tych sprawach wielkim grzesznikiem, a moc łaski Bożej najlepiej widać w nagłej przemianie tego żarliwego zmysłowca w człowieka o prawie doskonałej czystości. W rzeczywistości jednak duży nacisk w Wyznaniach nie kładzie się na te sprawy wzięte same w sobie, lecz o tyle tylko, o ile stanowią one część jego teorii człowieka, i to każdego człowieka. W każdym razie, uważna lektura tekstu może skłonić nas do zapytania, czy sądząc po standardach jego czasu i miejsca, w ogóle był wielkim grzesznikiem.

Ten teologiczny charakter dzieła skłonił niektórych uczonych do powątpiewania w jego historyczność, sugerowali np., że opisane w księdze VIII,12.29 nawrócenie Augustyna z 386 r. było również jedynie figurą teologiczną. Opinie te obalił w 1950 r. Pierre Courcelle SJ. Jego stanowisko podzielili tacy uczeni, jak Aimé Solignac, John J. O’Meara, Henry Chadwick i in..

## Układ i treść utworu
Układ książki jest bardzo trudny do odczytania. Uczeni, jak Stiglmayr, Landsberg i Le Blond próbowali odnaleźć motyw przewodni całej kompozycji dzieła, wskazując, że Augustyn opowiedział w niej o swej przeszłości, teraźniejszości i przyszłości. Wundt, O’Meara oraz Harmless ukazali związki z innym dziełem, które biskup Hippony pisał w tym samym czasie. Był to mały traktat o nazwie De catechizandis rudibus na temat prowadzenia katechezy dla tych, którzy zgłosili się do katechumenatu, by przygotować się do chrztu. W tym dziele katechetycznym Augustyn przekonywał, że zadanie katechisty będzie łatwiejsze, jeśli początkujący (łac. rudes) zostali przyprowadzeni do chrześcijaństwa poprzez napomnienia Boże, doświadczenie lęku pochodzącego od Boga, cuda i sny.
Rzeczywiście, wydaje się, że w dających się wyróżnić dwóch częściach Wyznań Augustyn opisał dwa główne tematy, które są pokrewne z tematyką De catechizandis. Wymienił je na początku księgi jedenastej (XI,2): interwencje Boże (księgi I-IX) oraz Słowo Boże (księgi XI-XIII) w życiu Augustyna. Księga X jest dodatkiem autobiograficznym. Układ Wyznań, jeśli się wyłączy tę dodatkową księgę X, będzie klarowny: pierwsza część (ks. I-IX) opisuje poszukiwanie Prawdy pod przewodnictwem Opatrzności, zaś druga część (ks. XI-XIII) opowiada o radości, rozkoszy obcowania z Prawdą w Piśmie świętym w jego bieżącym życiu. 
Gdy chodzi o historię życia Augustyna, w Wyznaniach brakuje opowieści o blisko dziesięciu latach między jego chrztem i święceniami biskupimi. Pierwsza część dzieła kończy się na jego nawróceniu, chrzcie oraz śmierci jego matki Moniki (387 r.). Druga część dotyczy życia chrześcijańskiego Augustyna w czasie, gdy pisał Wyznania, niedługo po zostaniu biskupem Hippony (396 r.). Okres między tymi dwoma wydarzeniami nie został ujęty w Wyznaniach. Dlatego, jak podkreślił John J. O’Meara, książka ta nie może być rozumiana jako autobiografia. Jest raczej katechezą-świadectwem o działaniu Boga w życiu Augustyna – życiu rozumianym jako modelowe. Ma być bowiem zachętą, pouczeniem dla czytających o tym, jak może wyglądać ich własne życie chrześcijańskie, własna droga poszukiwania prawdy Bożej.

### Księgi I-IX: historia interwencji Boga w życiu Augustyna
Tematem opisanym przez Augustyna w pierwszej części Wyznań, w księgach I-IX, jest historia interwencji Boga w jego życie, przygotowujących go do służby Bożej: „abym mógł głosić Twoje słowo i udzielać ludowi Twemu sakramentu Twego”. Opowiedzenie tej historii życia miało posłużyć jako model nawrócenia dla każdego, podobnie jak miała to czynić pierwsza część omówionej w De catechizandis katechezy dla początkujących. W Wyznaniach Augustyn opisał dokładnie działanie Boga prowadzące go do przemiany życia: „wszystkie z Twojej strony zachęty, wszystkie groźby i pociechy, i wskazówki (XI,2)” (łac. omnia hortamenta tua et omnes terrores tuos et consolationes et gubernationes).

### Księgi XI-XIII: Słowo Boże w życiu Augustyna
Drugim tematem Wyznań, zawartym w księgach XI-XIII, było to, w jaki sposób Augustyn teraz rozumie Słowo Boże i jak ono kieruje jego życiem: 

...rozważać Twoje Prawo i wyznać Ci, co o nim wiem, jak też gdzie moja wiedza zawodzi; przedstawić zaczątki udzielonego przez Ciebie oświecenia, jak też to, co we mnie jeszcze zostało z ciemności, dopóki siła słabości nie pochłonie (XI,2).

Ta druga część jest głównie komentarzem do początku Księgi Rodzaju. Augustyn wszedł w ten temat tak szczegółowo, że zdołał skomentować jedynie pierwszych trzydzieści wersów biblijnej księgi, mówiącej o stworzeniu świata. Sam w księdze XII wyraził zaniepokojenie, że będzie to trudne dla czytelników:

Ale gdyby usta moje i pióro chciały opowiedzieć przed Tobą o wszystkich zawikłanych węzłach tej kwestii, jakie mi pozwoliłeś rozplatać – któryż czytelnik miałby cierpliwość to śledzić? Nie zaniedba jednak serce moje składania Tobie hołdu i śpiewania pieśni pochwalnych za to także, czego wyrazić tu słowami nie mogę (ks. XII,6.6, przekład Zygmunta Kubiaka).

### Księga X jako dodatek autobiograficzny
Uczeni, np. Courcelle, Williger, O’Meara, zgodnie uznali, że księga X jest późniejszym dodatkiem. Została umieszczona w Wyznaniach już po pierwszej publikacji dzieła – jako odpowiedź na życzenie czytelników, by Augustyn napisał więcej o swym bieżącym życiu wiary. Spełniając prośbę, biskup opisał swe życie jako wznoszenie się ku duchowej więzi miłości z Bogiem oraz zmaganie się z potrójną pożądliwością, o której pisał w swym liście Jan Ewangelista: „pożądliwość ciała, pożądliwość oczu i pycha tego żywota” (1 J 2,16). Refleksje te stały się księgą X Wyznań. Znajduje się w niej słynne zdanie o umiłowaniu Boga, który jest Pięknem: 

Późno Cię umiłowałem, Piękności tak dawna a nowa, późno Cię umiłowałem. W głębi duszy byłaś, a ja się błąkałem po bezdrożach i tam Ciebie szukałem, biegnąc bezładnie ku rzeczom pięknym, które stworzyłaś. Ze mną byłaś, a ja nie byłem z Tobą. One mnie więziły z dala od Ciebie – rzeczy, które by nie istniały, gdyby w Tobie nie były. Zawołałaś, rzuciłaś wezwanie, rozdarłaś głuchotę moją. Zabłysnęłaś, zajaśniałaś jak błyskawica, rozświetliłaś ślepotę moją. Rozlałaś woń, odetchnąłem nią – i oto dyszę pragnieniem Ciebie. Skosztowałem – i oto głodny jestem, i łaknę. Dotknęłaś mnie – i zapłonąłem tęsknotą za pokojem Twoim (X,27, przekład Zygmunta Kubiaka).

W księdze tej znajduje się też zdanie, które wzbudziło sprzeciw Pelagiusza i faktycznie dało początek kontrowersji pelagiańskiej: „Udziel tego, co nakazujesz – i co chcesz, nakazuj”. Zdanie to Augustyn wypowiedział w kontekście przezwyciężania trojakiej Janowej pożądliwości:

Tylko w ogromie Twego miłosierdzia, Panie Boże, mogę pokładać nadzieję. Byleś dał łaskę do wypełnienia tego, co nakazujesz – nakazuj, co chcesz. Polecasz nam powściągliwość (łac. continentia). A ponieważ wiedziałem – mówi pewien autor – że nikt nie może być powściągliwy, jeśli Bóg mu tego nie udzieli, rzeczą mądrości było rozpoznanie, od kogo pochodzi ów dar (Mdr 8,21). Przez powściągliwość zbieramy i skupiamy w jedno miejsce to wszystko w nas, co się w różne strony rozpraszało. Mniej Ciebie kocha ten, kto oprócz Ciebie kocha coś innego jeszcze, co nie ze względu na Ciebie miłuje. O Miłości, która zawsze płoniesz, a nigdy nie gaśniesz! Ty, Miłości, o Boże mój, zapal mnie! Nakazujesz powściągliwość. Udziel tego, co nakazujesz – i co chcesz, nakazuj. Z pewnością nakazujesz, abym się powstrzymywał (łac. contineam) od pożądliwości ciała, od pożądliwości oczu i od pychy żywota (por. 1 J 2,16). Nakazałeś mi porzucenie konkubinatu, a chociaż nie zabraniałeś małżeństwa, wskazałeś mi coś lepszego nawet od małżeństwa (por. 1 Kor 7, 38). Dzięki łasce, udzielonej przez Ciebie, wypełniłem Twoje polecenie, jeszcze zanim się stałem szafarzem Twego sakramentu (X,29-30; przekład Zygmunta Kubiaka).

## Wydania krytyczne oryginału
- Patrologia Latina (PL) 32,659-868.
- Corpus Scriptorum Ecclesiasticorum Latinorum (CSEL) 33.
- Corpus Christianorum Series Latina (CCL) 27, wyd. Lucas Verheijen OSA /1981/.

## Polskie przekłady „Wyznań”
- Augustyn z Hippony: Wyznania świętego Augustyna. Piotr Franciszek Pękalski (tłum.). Kraków: 1847. Brak numerów stron w książce
- w przekładzie Michała Bohusza Szyszki (1811-1877). Wydania: Wilno 1882, Warszawa 1892, drugie: 1912, wydanie współczesne: Warszawa : Hachette Livre Polska, 2008, s. 598, seria: Biblioteka Filozofów 5, ISBN 978-83-7575-177-2
- w przekładzie Jana Czuja. Warszawa: Wydawnictwo PAX, 1955.
- Wyznania. opracowanie zbiorowe. Kraków-Dębogóra: Wydawnictwo AA, 2008, s. 436. ISBN 978-83-61060-71-0.
- W przekładzie Zygmunta Kubiaka, pierwsze wydanie w 1978 r.  Wielokrotnie wznawiane w Instytucie Wyd. „Pax”, następnie od 1994 r. w krakowskim „Znaku”. Ostatnie wydanie wyszło w 2018 r. We wstępie Tłumacz tak wyjaśnił swoją wieloletnią pracę nad ulepszanym, wraz z każdym wydaniem, przekładem:

Każda z kolejnych edycji polskich Wyznań (po pierwszym wydaniu, 1978) jest głęboką rewizją tekstu. Rewiduję moje decyzje w wyborze takich czy innych lekcji tekstu łacińskiego, poprawiam, szlifuję. Szlifowanie wynika z uporu: z dążenia, aby w mojej mowie ojczystej dotrzeć bliżej do stylu św. Augustyna. A odtwarzając taki styl, zawsze się kroczy jak po sznurze nad przepaścią. Quod potui feci.